# Người tố giác
Người thổi còi hoặc người tố giác  (tiếng Anh: whistleblower) là một người làm rò rỉ, tiết lộ ra công cộng, các thông tin chung quan trọng được giữ bí mật cho quần chúng. Thông thường các thông tin này là về các lạm dụng hoặc tội phạm như tham nhũng, giao dịch nội gián, vi phạm nhân quyền, lạm dụng dữ liệu hoặc các mối nguy hiểm chung, mà những người tố giác phát hiện tại nơi làm việc của mình, hoặc trong các liên hệ, bối cảnh khác. Nói chung, điều này liên quan chủ yếu đến các quá trình chính trị, chính quyền và các doanh nghiệp thương mại.
Những Whistleblower thường được quần chúng trọng nể, vì đã tạo nên sự minh bạch và dám đưa mình vào những hiểm nguy, ảnh hưởng đến cả việc làm, đời sống hoặc tính mạng mình. Thường thì những người tố cáo sẽ bị bắt nạt, mất việc làm của họ hoặc vì bị đưa ra tòa vì đã tiết lộ bí mật. Đặc biệt là trong các chủ đề gây nhiều tranh cãi như buôn bán vũ khí, tội phạm có tổ chức hoặc tham nhũng của chính phủ, đã có trường hợp người tố cáo bị giết chết hoặc đột ngột qua đời ở độ tuổi tương đối trẻ một cách bí ẩn hoặc bị cho là đã tự sát. Ở một số nước Whistleblower được hưởng sự bảo vệ pháp lý đặc biệt.
Các thông tin được cung cấp thường có tính chất nhạy cảm và có thể làm hư hại danh tiếng của các cá nhân và tổ chức. Ngoài ra còn có những trường hợp trong đó các chính phủ hay các nhà lãnh đạo đã buộc phải từ chức vì những sự công bố như vậy như vụ Watergate. Do đó, các phương tiện truyền thông, tổ chức, các nhóm tiết lộ như Wikileaks thường cố gắng kiểm tra kỹ lưỡng độ tin cậy và tính xác thực của các thông tin trước khi công bố. Làm như vậy cũng để bảo vệ bản thân trước những lời cáo buộc sau này là thiếu sự chính xác và bị lợi dụng. Whistleblower thường là nguồn chính hoặc duy nhất cho các nhà báo điều tra, làm việc để phát hiện ra các sự cố chính trị hoặc các vụ bê bối kinh tế.

## Tổng quan